# Kostel svatého Jakuba Staršího (Přelouč)
Kostel svatého Jakuba Staršího v Přelouči se nachází severně Masarykova náměstí. Jedná se o gotický, barokně přestavěný kostel, v místě původně románské stavby kostela. Je farním kostelem přeloučské farnosti a je chráněn jako kulturní památka České republiky.

## Historie
Z původní románské stavby z 12. století (1163?) na místě dnešní sakristie je zachován fragment obloučkového vlysu na severní straně presbytáře kostela. Kolem roku 1261, kdy se Přelouč stává městem, byl vystavěn kamenný gotický kostel. První písemný doklad o kostele a faře je listina z roku 1351, kdy byla fara přiřazena k litomyšlské diecési. V roce 1397 papež Bonifác IX. přivtělil přeloučskou faru k opatovickému klášteru, tuto inkorporaci potvrdil v roce 1403, kdy kostel s farou byly povýšeny na převorství v čele s převorem. Z roku 1515 je dochován zvon Jakub o váze 886 kg. Po požáru v roce 1641, kdy se zřítil gotický strop, byl barokně přestavěn v roce 1646 a dostal nový oltář. Do roku 1680 se využíval v okolí kostela hřbitov, zbytky hřbitovní zdi byly odstraněny roku 1882. Z roku 1692 pochází barokní varhany, jejichž autorem je Abraham Starek z Lokte. V letech 1732-1734 byla na severní straně kostela přistavěna kaple. K další úpravě lodi došlo ve 2. polovině 18. století a v roce 1782 byly zhotoveny Josefem Kramolínem nástropní fresky s výjevy ze svatojakubské legendy na třech obloucích barokně zaklenutého stropu. Na západní straně byla v roce 1782 přistavena věž. Budova nové fary byla postavena roku 1809 po požáru města. V roce 1860 byl přestavěn presbytář podle návrhu architekta Schmoranze, o dva roky později byl pořízen nový hlavní oltář a dva pobočné oltáře. Roku 1884 byl kostel zrestaurován a znovu vysvěcen, z tohoto roku pochází dřevěná kazatelna od řezbáře Jan Kokeše ze Škrovádu u Slatiňan. V roce 2003 byla v sakristii objevena freska zobrazující sv. Petra a sv. Pavla z dílny mistra Theodorika kolem roku 1400. Při archeologickém výzkumu v roce 2008 byla odhalena románská zeď původního kostela.

## Architektura

### Exteriér
Kostel je gotická jednolodní stavba ze smíšeného kamenného a cihlového zdiva. Na jižní straně s trojboce uzavřeným presbytářem se sakristií, na severní s barokní kaplí. U západního průčelí s barokní hranolovou věží. Loď je podepřena opěráky na jižní a na severní straně. Barokní okna byla upravena při přestavbě v roce 1860, barevné vitráže oken byly pořízeny v letech 1884–1912. Na západní straně věže v přízemí je hlavní vchod se štukovým profilovaným portálem s klenákem a pasy s volutkami. Na všech třech stranách je věž jednoosá, v přízemí na jižní straně dvě okna podobná jako okna v lodi kostela, pod nimi je vždy slepé oválné okno. Věž je ukončena profilovanou hlavní římsou, nad níž se zvedá dvojitá helmová střecha se šestibokou lucernou, ukončená cibulovou stříškou s makovicí a křížkem na vrcholku. Uprostřed jižní strany lodi je boční vchod s hladkým obdélným ostěním. Presbytář s trojbokým závěrem má tři vysoká gotická okna s kružbami v závěru. K jižní stěně presbytáře přiléhá sakristie s pultovou střechou. Kaple na severní straně lodi je obdélná s okosenými severními nárožími a valbovou střechou. Střecha kostela je sedlová, nad závěrem s trojbokou valbou. Nad presbytářem je šestiboký sanktusník s lucernou a cibulovou střechou s makovicí a křížkem na vrcholku. Na severní straně věže je přistavěno válcové šnekové schodiště, osvětlené dvěma štěrbinovými okny, s nízkým vstupem zaklenutým stlačeným obloukem. Na venkovní jižní straně kostela jsou dva zazděné kamenné figurální náhrobky. Na jednom je neznámý rytíř ve zbroji s mečem a přilbou u pravé nohy. Na druhém malém náhrobku je čitelný nápis, že se jedná o dcerku faráře Karla Rubekuly z roku 1626.

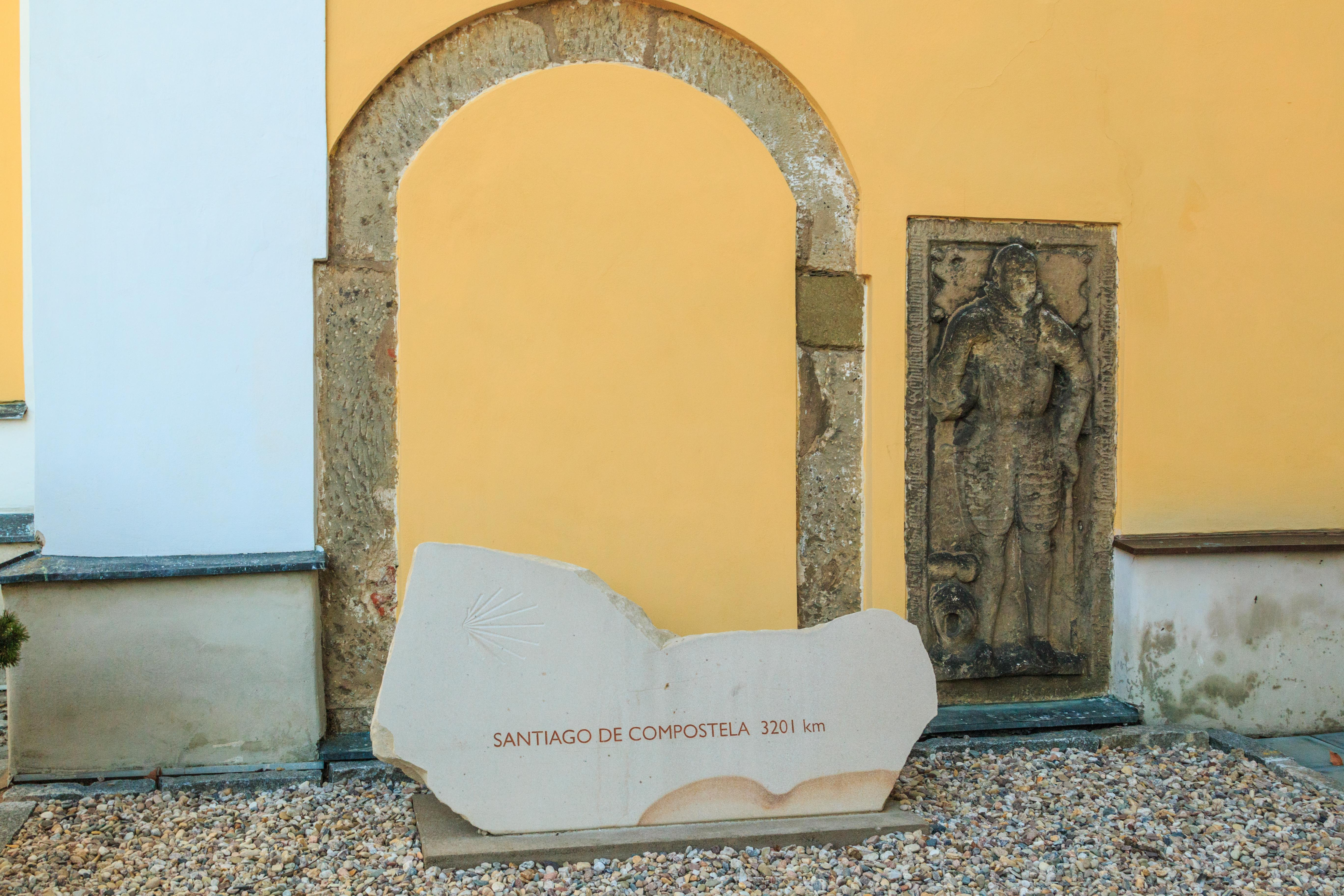
Náhrobní kámen na zdi kostela

### Interiér
Presbytář je zaklenut jedním polem a kápěmi závěru křížové žebrové klenby se žebry o profilu hruškovce, která mají náběhy přímo ze stěn, s meziklenebním žebrem a paprsčitou klenbou závěru. Uprostřed klenebních polí jsou hladké kruhové svorníky. Na jižní straně presbytáře je hrotitý sanktuář s trojlistou kružbou v tympanonu. Do sakristie vede pravoúhlý portál s přetínaným profilem ostění. Sakristie má obdélnou loď překlenutou křížem žebrové klenby a trojboce uzavřený presbytář, který je oddělen lomeným vítězným obloukem s ostěním s okosenými hranami, je zaklenut paprsčitou klenbu s hruškovými žebry. Na obou stranách závěru je po jednom úzkém lomeném okně s kružbami, na západní straně je románské okno s půlkruhovým záklenkem. Při průzkumu v roce 2003 byly zjištěny v sondách fresky s postavami dvou světců, které po restaurování maleb v roce 2009 byly identifikovány jako sv. Petr s klíčem v levé ruce a papežskou tiárou na hlavě a sv. Pavel s mečem rovněž v levé ruce. Postava sv. Pavla není dokončena a v dolní partii malby je pomocný nápis S. PAULU(S). Loď kostela je zaklenuta třemi poli pruských placek nesených plochými pilastry s římsovými hlavicemi. Podvěží, tvořící předsíň kostela, je zaklenuto českou plackou. Barokní kaple při severní straně lodi má vysoký vchod s půlkruhovým záklenkem, rámovaný profilovaným štukovým ostěním s klenákem. Je zaklenuta valeně s lunetami s naznačeným středním štukovým svorníkem a členěna štukovými pasy na hranách klenby, vybíhajícími z římsových úseků v koutech, nesených štukovými lizénami. Zlacený barokní dřívější hlavní oltář pochází ze 17. století. Z 18. století pochází stará zpovědnice. Akademický malíř Jindřích Mahelka, rodák z Přelouče, je autorem vitráže s obrazem sv. Vavřince s roštem ze 70. let 20. století v barokním okně na severní straně.
Obraz barokního malíře na hlavnímu lodním oltáři z roku 1862 od Jana Jiřího Köppela z 18. století zobrazuje sv. Jakuba staršího. Sochy sv. Cyrila a Metoděje jsou na stranách oltáře. Od řezbáře Jana Kokeše ze Škrovádu u Slatiňan pocházejí vyřezávané oltářní nástavce. Obrazy na bočních oltářích, zobrazující Jana Nepomuckého (pravý) a sv. Josefa (levý) jsou dílem pražského malíře Antonína Lhoty. Sochy na pravém bočním oltáři zobrazují sv. Václava a sv. Vojtěcha, na levém bočním oltáři patří sv. Petrovi a Pavlovi. Zobrazení křížové cesty z dílny Josefa Papáčka pochází z roku 1849.
Cechovní lavice s intarzovanými symboly cechů krejčích , tkalců, mlynářů a pekařů na bocích pocházejí z roku 1737. Ostatní vyřezávané lavice byly zakoupeny ze zrušeného kláštera v Sedlci u Kutné Hory v roce 1785. Varhany byly zhotovené varhanářem Abrahamem Starckem z Lokte v roce 1692. Nástroj, zasazený do bohatě vyřezávané varhanní skříně, původně stával v bývalém kostele svatého Filipa a Jakuba v Kutné Hoře. Poté byly varhany roku 1732 přemístěny do nedalekého kláštera v Sedlci u Kutné Hory. Po zrušení kláštera roku 1786 byly varhany zakoupeny z pozůstalosti bývalého starosty Přelouče a následně převezeny do kostela. O tzv. druhý manuál varhany rozšířil varhaník F. P. Horák z Kutné Hory.

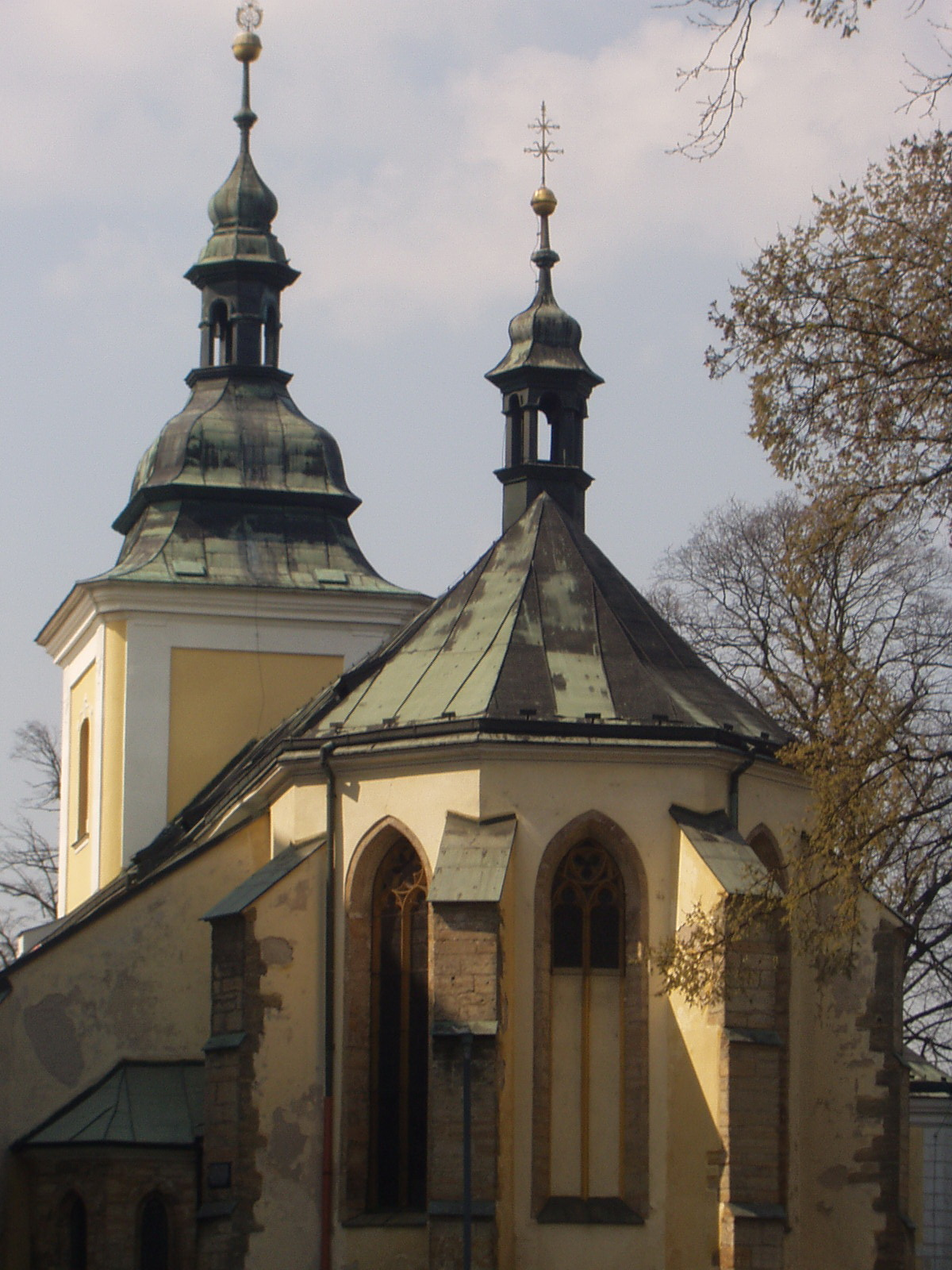
Pohled na kostel od východu